# Contracaecum margolisi
Contracaecum margolisi is een rondwormensoort uit de familie van de Anisakidae. De wetenschappelijke naam van de soort is voor het eerst geldig gepubliceerd in 2003 door Mattiuci, Cianchi, Paggi, Sardella, Timi, Webb, Bastida, Rodriguez & Bullini.